# Účiník
Účiník je kosinus vzájemného fázového posuvu mezi proudem a napětím elektrického obvodu s harmonickými průběhy střídavých proudů a napětí či periodickými průběhy o jednotlivých harmonických složkách proudů a napětí. Účiník je poměrem činného a zdánlivého elektrického výkonu v obvodu střídavého proudu a napětí, vyjadřuje, jak velkou část zdánlivého výkonu přeměňuje obvod na činný výkon, tj. na součet užitečného výkonu a ztrát.
Hodnota účiníku se pohybuje od nuly do jedné, při účiníku rovném jedné je zdánlivý výkon roven činnému výkonu (fázový posuv je nulový). Při nulovém účiníku je zdánlivý výkon roven jalovému výkonu, zátěž je buď čistě induktivní (fázový posuv je {\displaystyle \varphi =+90^{\circ }}, tj. proud se zpožďuje za napětím) nebo čistě kapacitní (fázový posuv je {\displaystyle \varphi =-90^{\circ }}, tj. napětí se zpožďuje za proudem). Hodnota účiníku menší než jedna způsobuje nežádoucí zvýšené ztráty energie přenášené vedením od zdroje ke spotřebiči.
Značka: {\displaystyle \cos \varphi }
Jednotka SI: -

## Účiník a výkonové poměry v elektrickém obvodu
Zdánlivý výkon je definován jako součin efektivních hodnot napětí a proudu {\displaystyle S=U\cdot I}.
Činný výkon {\displaystyle P=U\cdot I\cdot \cos \varphi } vyjadřuje energii, která se v obvodu skutečně přemění na jinou užitečnou formu energie. Často probíhá přeměna elektrické energie na mechanickou a v konečné formě na tepelnou. U čistě odporových nebo vykompenzovaných spotřebičů je celý výkon přeměněn na užitečnou energii schopnou konat práci (teplo). V tomto případě je činný výkon roven zdánlivému. Účiník pak vyjadřuje podíl činného výkonu ku zdánlivému výkonu.
Jalový výkon {\displaystyle Q=U\cdot I\cdot \sin \varphi } s nulovou střední hodnotou představuje pouhé přelévání energie mezi zdrojem a spotřebičem tam a zpět.
Obvodem obsahujícím nelineární součástky, například polovodiče, protéká neharmonický proud i při harmonickém napájecím napětí (se sinusovým průběhem). Proud pak obsahuje vyšší harmonické (složky celkového proudu s násobnými kmitočty). Výkon tvořený vyššími harmonickými frekvencemi proudů a napětí je označován jako deformační výkon. Vedle kompenzace jalového výkonu je třeba filtrovat vyšší harmonické proudy. Deformační výkon způsobuje další navýšení zdánlivého výkonu:
{\displaystyle S=U\cdot I={\sqrt {P^{2}+Q^{2}+D^{2}}}}
Výsledný ekvivalentní účiník se pak označuje {\displaystyle \cos \varphi _{\mathrm {ekv} }}, tj. {\displaystyle P=U\cdot I\cdot \cos \varphi _{\mathrm {ekv} }}.
V současnosti dochází k masovému užití tzv. nelineárních spotřebičů. Nelineární zátěže se spínanými zdroji odebírají velmi nízký činný výkon (neboť efektivní hodnota první harmonické složky proudu je velmi malá a navíc s minimálním fázovým posunem oproti napětí), ale pro dimenzování napájecích obvodů je třeba užít zdánlivý výkon, který je několikanásobný. Účiník fázového posunu první harmonické proudu a napětí je prakticky roven jedné, avšak ekvivalentní účiník (true power factor) nabývá hodnot blízkých nule, např. přístroj se spínaným zdrojem má uveden příkon 2 W pro první harmonickou, ale při započítání vyšších harmonických je příkon 10 VA. Účiník první harmonické je roven jedné, avšak ekvivalentní účiník je roven pouhým dvěma desetinám.

## Kompenzace účiníku
Při existenci jalového, případně deformačního výkonu tak obvodem pro zajištění přenosu požadovaného činného výkonu musí protékat mnohem větší proud, což má za následek větší tepelné ztráty na přenosovém vedení. Z toho důvodu se používají kompenzátory účiníku a filtrační zařízení vyšších harmonických – elektrické prvky, které umožňují udržovat fázový posuv blízko nulové hodnoty (minimálnímu fázovému posunu proudu vzhledem k napětí) a tedy účiník blízký jedné a tvar průběhu proudu blízký harmonickému.
V elektrických sítích se účiník kompenzuje pomocí kompenzačních prostředků, tj. jednak pomocí tlumivek (zapojením indukčnosti) či kondenzátorových baterií (zapojením kapacity) a jednak synchronních kompenzátorů (zapojením indukčnosti nebo kapacity, podle potřeby).
Existující zákony a normy a především smluvní vztahy mezi odběratelem a dodavatelem elektrické energie stanovují, vedle dalších parametrů, dovolené hodnoty účiníku, které odběratelé a dodavatelé musí dodržovat. Obvykle je odběratel povinen udržovat hodnotu účiníku v rozmezí 0,95 až 1 induktivního charakteru. Velcí odběratelé elektřiny jsou povinni účiník sledovat a kompenzovat ho na požadovanou hodnotu nebo platit pokuty. Problém kompenzace účiníku se netýká malých odběratelů, kteří platí pouze za činný výkon.
Spotřebiče v obvodu se střídavým proudem mají většinou tzv. odporově induktivní charakter. Pro jejich činnost je nutno vytvořit elektromagnetické pole. Z tohoto důvodu je třeba, aby kromě činného proudu byl dodán také proud jalový. Spotřebič pak odebírá celkový proud, který je oproti napětí U opožděn o fázový posuv. Z toho plyne, že kromě činného výkonu je vytvářen ještě jalový výkon, jež se společně skládají do zdánlivého výkonu, viz elektrický výkon. Vysoký podíl jalového výkonu pak zbytečně přetěžuje vedení a elektrické zdroje, což vede k vyšším ztrátám Jouleovým teplem. Z tohoto důvodu je ho třeba snižovat. Jelikož se v obvodech vyskytuje převážně nežádoucí indukčnost (např. všechny motory jsou vlastně indukčnosti), kompenzuje se dodatečně připojenou kapacitou, tj. kondenzátorem, protože jalový indukční výkon je přesně opačný jalovému kapacitnímu výkonu a tyto výkony se od sebe odčítají.
Kompenzace účiníku (zkr. PFC z angl. power factor correction) je proces, který posouvá fázi vstupního proudu vzhledem k napětí. Upravuje se účiník, který je u zařízení bez PFC obvykle 0,75, PFC ho upravuje na 0,95–0,98 tak, aby nedošlo k překompenzování. PFC může být aktivní, nebo pasivní.

### Pasivní PFC
Je nejpoužívanější typ kompenzace účiníku. Je levnější. Bývá realizován připojováním bloků kondenzátorů stykači k síti. Je to jednoduchý kapacitní filtr. Stupňovitě kompenzuje fázový posun vyvolaný zátěží, tj. kompenzuje účiník na požadovanou hodnotu, obvykle na 0,95.

### Aktivní PFC
Je dražší typ kompenzace účiníku. Je realizovaný spínanými elektronickými silovými obvody nebo synchronními stroji. Kompenzuje účiník na nastavenou hodnotu, která se blíží jedné. Ideální účiník, který je roven jedné (tedy cosinu nulového fázového posuvu mezi napětím a proudem), představuje odporovou zátěž, která neodebírá žádnou složku kapacitního nebo indukčního proudu (například na vytvoření elektromagnetického nebo elektrostatického pole). Tedy obvod neodebírá žádný jalový proud.